# Herbert Nordrum
Herbert Nordrum (Bærum, 30 giugno 1987) è un attore norvegese, vincitore del premio Guldbagge come miglior attore nel 2025.

## Biografia
Debutta come attore cinematografico agli inizi degli anni Duemilaventi.

## Filmografia parziale
- La persona peggiore del mondo (Verdens verste menneske), regia di Joachim Trier (2021)
- Hypnosen, regia di Ernst De Geer (2023)

## Doppiatori italiani
Nelle versioni in italiano dei suoi lavori, Herbert Nordrum è stato doppiato da:
- Mirko Mazzanti in La persona peggiore del mondo

## Premi e riconoscimenti
Guldbagge
2025 - Miglior attore - Hypnosen
Festival di Karlovy Vary
2023 - Miglior attore - Hypnosen